# Cyornis hainanus
Papa-moscas-de-ainão ou papa-moscas-azul-cobalto (Cyornis hainanus) é uma espécie de ave da família Muscicapidae.
Pode ser encontrada nos seguintes países: Camboja, China, Hong Kong, Laos, Myanmar, Tailândia e Vietname.
Os seus habitats naturais são: florestas subtropicais ou tropicais húmidas de baixa altitude.